# Kathedrale von Włocławek

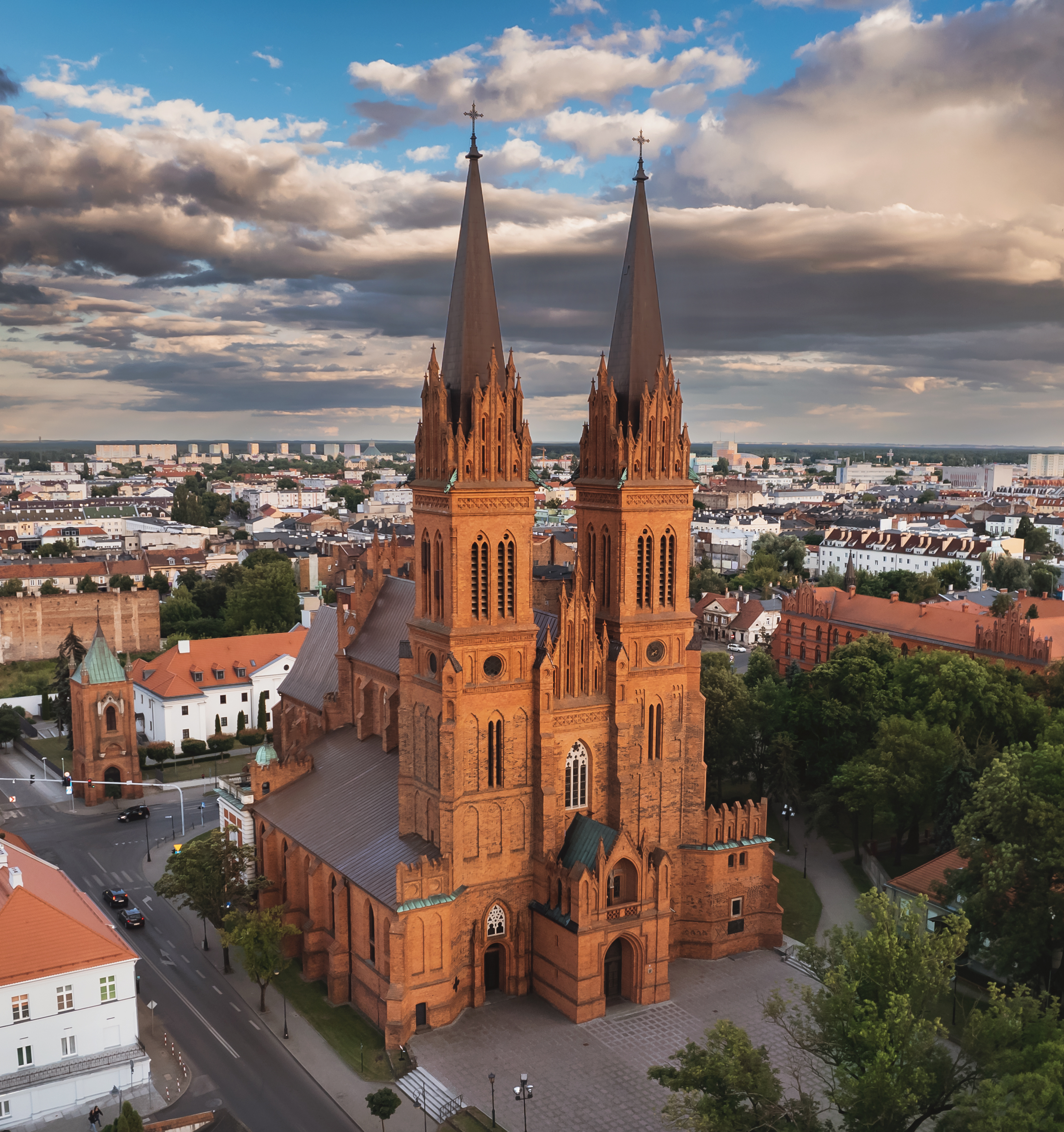
Kathedrale von Włocławek

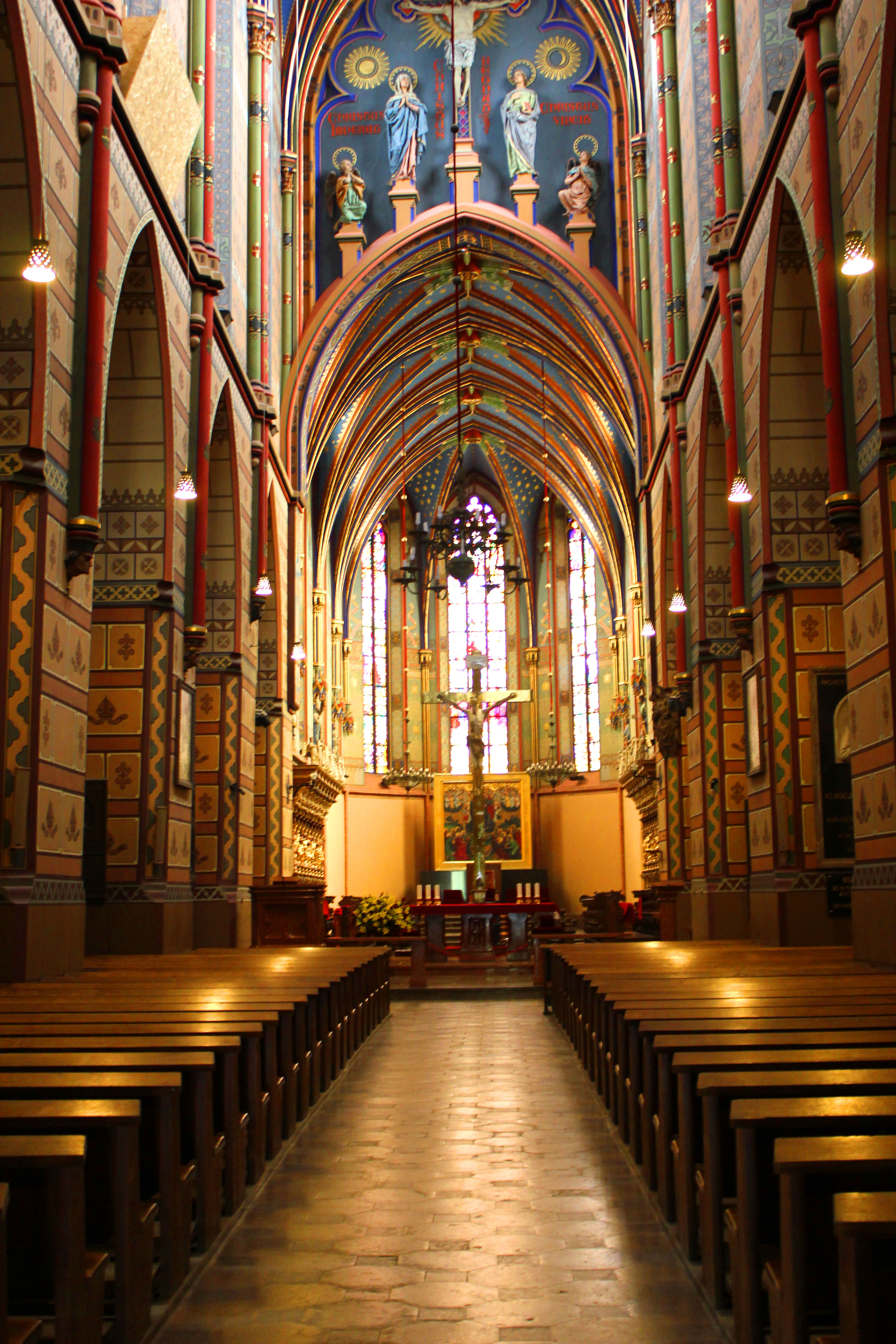
Innenraum

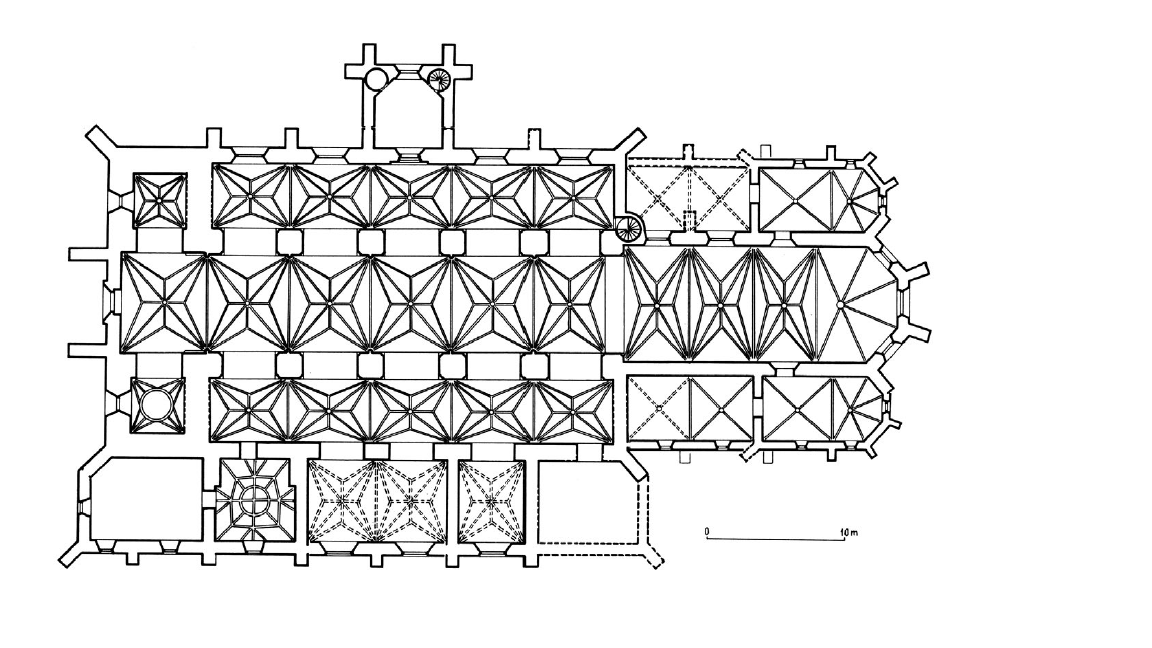
Grundriss

Die Kathedrale von Włocławek oder die Kathedralbasilika Mariä Himmelfahrt (polnisch Bazylika katedralna Wniebowzięcia Najświętszej Maryi Panny) ist eine Kirche in der Weichselstadt Włocławek, Polen. Die Kathedrale des Bistums Włocławek ist unter Anrufung Mariä Aufnahme in den Himmel der Gottesmutter Maria geweiht und trägt den Titel einer Basilica minor. Die gotische Kirche stammt aus dem 14. bis 16. Jahrhundert mit einer neugotischen Turmerhöhung vom Ende des 19. Jahrhunderts. Sie besitzt eine reiche Ausstattung an Kunstwerken.

## Geschichte

### Vorgängerkathedralen
Das auch unter dem deutschen Namen Leslau bekannte Bistum Włocławek wurde 996 gegründet. Zu den ersten als Kathedralen genutzten Kirchen wie der Schlosskapelle gibt es nur unzureichende archäologische Funde, erste schriftlichen Informationen über den Dom in Włocławek stammen erst aus dem Jahre 1185. Nach Beschädigungen durch Überflutungen der nahen Weichsel und Brände kam es unter der Leitung von Bischof Michal Godziemba (1222–1252) zum Beschluss eines Neubaus. Auch zu dieser 1329 durch den Deutschen Orden zerstörten Kirche ist wenig gesichert.

### Die aktuelle Kathedrale
Nach einem Abkommen von Bischof Maciej von Golancz (1323–1364) mit dem Großmeister des Deutschen Ordens, Werner von Orseln, konnte 1340 die Grundsteinlegung durch Golancz erfolgen. Während der nächsten 25 Jahre wurde an den Wänden der Kathedrale gebaut. Golancz’ Neffe Zbylut (1365–1383) trat die Nachfolge im Bistum an und baute die Kathedrale weiter. Die Einzelheiten des Bauprozesses sind ungewiss. Die erste Etappe, einschließlich des Chors, der südlichen Sakristei und der Schatzkammer, wurde höchstwahrscheinlich unter der Leitung von Maciej Golanczewski abgeschlossen. Während der Amtszeit von Zbylut wurden die Dächer und die Sakristei fertiggestellt und der Hochaltar mit der Figur der Muttergottes errichtet. Die gotischen Glasfenster von 1360 sind die ältesten in Polen.
Am 13. Mai 1411 fand die feierliche Kirchweihe des unfertigen Bauwerks in Anwesenheit von König Władysław II. Jagiełło statt. Der Bau wurde in der zweiten Hälfte des 15. Jahrhunderts mit den Arbeiten an den Kapellen um den Hauptkörper der Kirche fortgesetzt. Neben dem südlichen Schiff wurden 1527 die Kapelle St. Martin und Kapitelhaus und 1541 die Cibavit-Kapelle gebaut. Zu Beginn des 16. Jahrhunderts wurden diese beiden Kapellen im Stil des Manierismus umgebaut und mit einer Kuppel mit Laterne bedeckt. Im Laufe der Zeit wurde der Dom renovierungsbedürftig. In der zweiten Hälfte des 18. Jahrhunderts wurde das Dach renoviert, während im 19. Jahrhundert die Kathedrale regotisiert wurde. Bischof Wincenty Teofil Popiel wollte die Kathedrale monumentaler gestalten und beschloss, die Türme zu vergrößern. Die Arbeiten begannen 1878. Die erhöhten Türme wurden mit spitzen Helmen abgeschlossen.
Im Jahre 1907 erhielt die Kathedrale von Papst Pius X. den Titel einer Basilica minor verliehen. Papst Johannes Paul II. besuchte die Kathedrale während seines Aufenthaltes am 6. und 7. Juni 1991 in Włocławek. 2018 wurde die Kathedrale zum Pomnik historii (Geschichtsdenkmal) erklärt.

## Marienkapelle

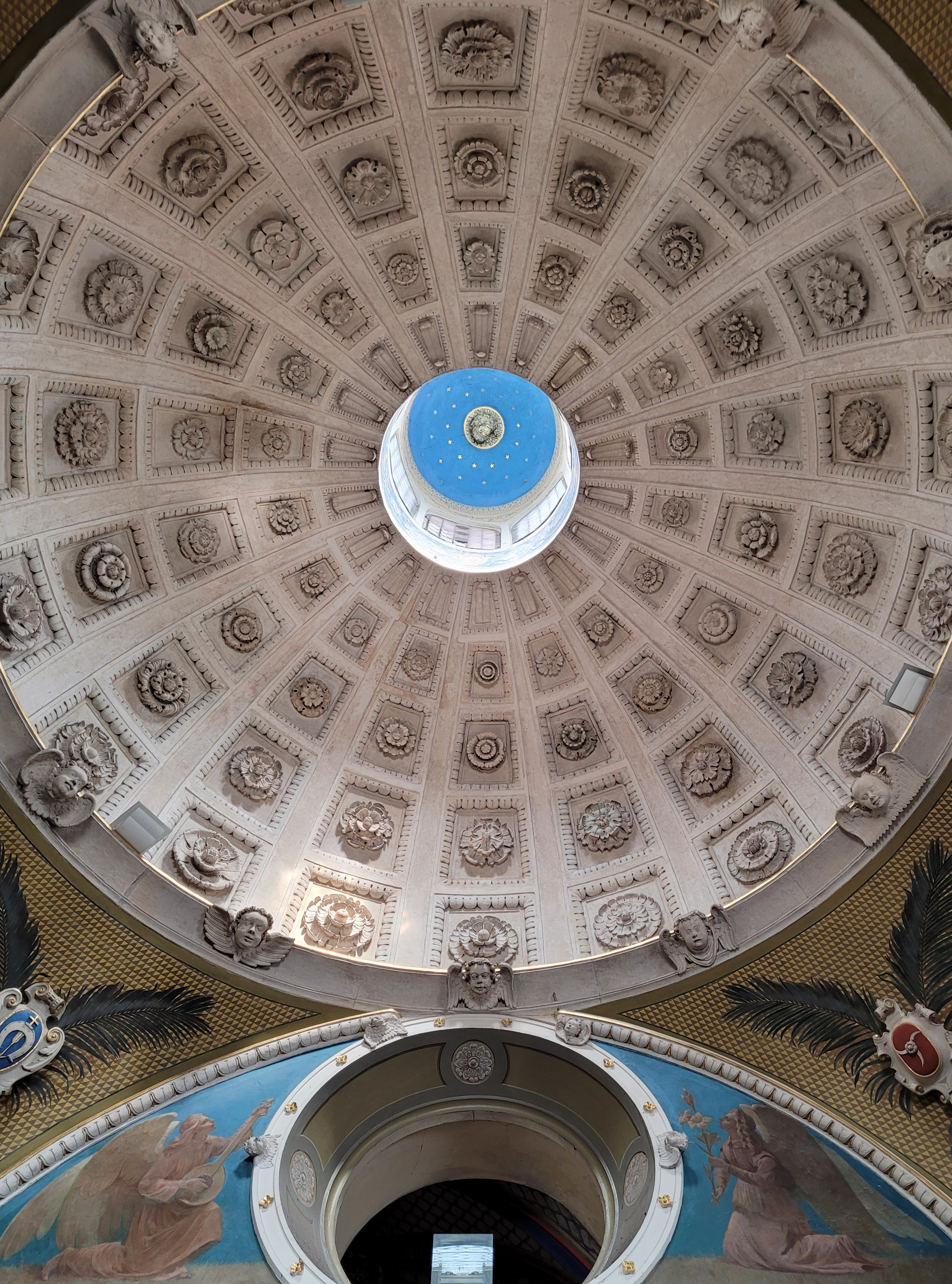
Kuppel der Kapelle

Die heutige Marienkapelle wurde anstelle einer gotischen Kapelle aus dem 15. Jahrhundert an dem südlichen Seitenschiff 1527 errichtet. Vorbild war, wie für viele in Polen-Litauen in der Renaissance und dem Barock errichtete Kapellen, die Sigismundkapelle auf dem Krakauer Wawel. Später erhielt sie von 1600 bis 1604 auf Initiative von Jan Tarnowski von außen eine manieristische Form. 1891 wurde die Kapelle nochmals umgestaltet. In der Kapelle befindet sich eine Kopie des römischen Marienbildes Salus Populi Romani aus dem 17. Jahrhundert sowie mehrere Epitaphen aus dem 16. Jahrhundert.